# Immanuel von Hiller

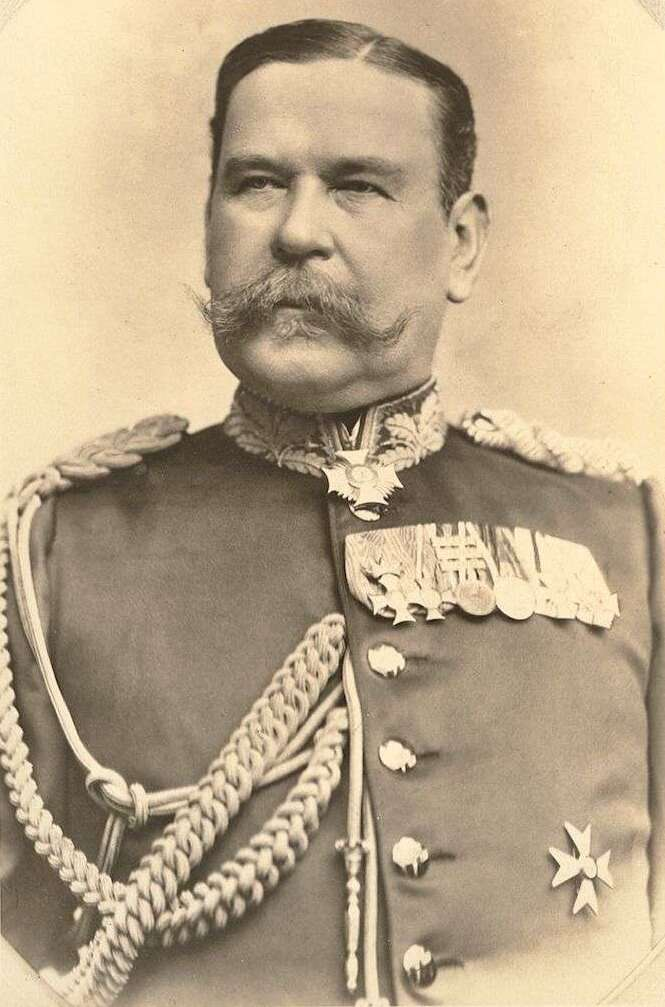
Generalleutnant Immanuel von Hiller (1843–1919)

Immanuel Valentin Hiller, seit 1870 von Hiller (* 19. Februar 1843 in Berg bei Stuttgart; † 22. September 1919 in Stuttgart), war ein württembergischer Generalleutnant.

## Leben
Hiller war ein Sohn eines Portiers an der Villa des Königs von Württemberg. Nach dem Besuch der Realschule in Cannstatt und der Oberrealschule in Stuttgart trat er am 6. Mai 1859 als Freiwilliger in das 2. Infanterie-Regiment der Württembergischen Armee ein und wurde Mitte Juli 1857 in das 1. Jäger-Bataillon versetzt. Mit der Ernennung zum Portepeekadett kehrte er Ende April 1862 in sein Stammregiment zurück und avancierte am 21. November 1864 mit Patent vom 21. Mai 1863 zum Leutnant im 6. Infanterie-Regiment. Während des Krieges gegen Preußen befand Hiller sich 1866 bei der 2. Ersatz-Kompanie. Unter Beförderung zum Oberleutnant kam Hiller am 4. Januar 1869 in das 7. Infanterie-Regiment und nahm im folgenden Krieg gegen Frankreich an den Schlachten bei Wörth, Sedan und Villiers sowie der Einschließung und Belagerung von Paris teil. Für sein Wirken wurde Hiller am 28. Dezember 1870 mit dem Ritterkreuz des Militärverdienstordens beliehen. Damit verbunden war die Erhebung in den persönlichen, nicht vererbbaren württembergischen Adelsstand.
Nach dem Friedensschluss wurde Hiller Ende Oktober 1867 Hauptmann und Kompaniechef im 4. Infanterie-Regiment Nr. 122, trat am 23. Oktober 1883 in die älteste Hauptmannstelle im Infanterie-Regiment „Kaiser Wilhelm, König von Preußen“ Nr. 120 und rückte am 21. Mai 1884 zum überzähligen Major auf. Er wurde am 19. Januar 1885 als Bataillonskommandeur in das Grenadier-Regiment „Königin Olga“ Nr. 119 versetzt und avancierte am 1. April 1890 zum Oberstleutnant. Unter Stellung à la suite des Infanterie-Regiments „Kaiser Friedrich, König von Preußen“ Nr. 125 erfolgte am 29. Januar 1891 seine Kommandierung nach Preußen, um dort die Funktionen als etatmäßiger Stabsoffizier im Grenadier-Regiment „Graf Kleist von Nollendorf“ (1. Westpreußisches) Nr. 6 wahrzunehmen. Hiller wurde am 3. Februar 1893 Oberst und kehrte am 10. März 1893 mit der Ernennung zum Kommandeur des Infanterie-Regiments „König Wilhelm I.“ Nr. 124 nach Württemberg zurück. Unter Beförderung zum Generalmajor schloss sich am 17. Dezember 1896 eine Verwendung als Kommandeur der 51. Infanterie-Brigade (1. Königlich Württembergische) in Stuttgart an. In dieser Stellung verlieh ihm sein König am 24. Februar 1898 das Kommenturkreuz des Ordens der Württembergischen Krone sowie am 17. Mai 1899 die gleiche Klasse des Militärverdienstordens und am 13. September 1899 erhielt er die Erlaubnis zur Annahme des Kronen-Ordens II. Klasse mit Stern. Unter Verleihung des Charakters als Generalleutnant wurde Hiller am 16. November 1899 mit Pension zur Disposition gestellt.

## Weblink
- Hiller – Biografische Kurzinformation. In: LEO-BW, Landesarchiv Baden-Württemberg.